# 確率変動
確率変動（かくりつへんどう）とは、デジパチタイプや権利物タイプのパチンコに搭載されているシステムの一つで、大当たり（特別電動役物の開放）確率や小当たり（普通電動役物の開放）確率を上昇させることにより、次の大当たりを容易に得ることを可能にするシステムである。確変（かくへん）と呼ばれる事が多い。以下、確率変動のことを「確変」と呼ぶ。
現在の日本遊技機工業組合（日工組）の内部規定（以下「日工組内規」と呼ぶ）において、CR機では大当たり・小当たりともに確変が認められているが、現金機では大当たりの確変は認められていない。

## 解説
風営法に基づいた『遊技機の認定及び型式の検定等に関する規則』（以下「規則」と呼ぶ）では「作動確率の値のうち低いものから高いものへの変動」と記されている。
確変が搭載された機種では、大当たり確率や小当たり確率の設定が高確率と低確率のそれぞれ最大2種類ずつ存在し、通常は低確率の状態に設定されている。その代わり、大当たりの抽選と同時に確変の抽選を行い、これに当選すると大当たり終了後に高確率状態へ移行して大当たり確率や小当たり確率が上昇する。この高確率状態への移行を確変と呼ぶ（規則で記されているように、逆に高確率状態から低確率状態へ移行することを確変と呼ぶことはない）。高確率状態は次の大当たりの当選まで継続し、事実上次の大当たりを約束するというシステム（ループ式）になっているのが一般的であるが、機種によっては一定の回転数を消化したり、始動口（スタートチャッカー）の入賞毎に行っている転落抽選に当選した時点で高確率状態が終了するものもあり、このシステムを導入している機種では次回の大当たりが保証されるわけではない。
低確率時の大当たり確率は概ね200前後 - 319.7分の1程度に設定されている機種が多いが、100分の1程度に設定されている（これらは『遊パチ』と呼ばれる）機種も多い。日工組内規では大当たり確率は1996年に初めて下限が360分の1と設定され長らくそれが続いたが、2004年の規則改正で下限が500分の1まで大きく下げられたことで、改正直後から「CRフィーバー大ヤマト」などで大当たり確率500分の1近い機種が登場した。ただ、射幸性が強くなる懸念から翌2005年には下限が再び400分の1に引き上げられ、暫くはこの状況が続いた。ただ、再び「のめりこみ」等を懸念する声が強まったことを受け、2015年4月に日本遊技機工業組合が「のめり込み対策に関わる申合せ」を発表し（事実上の遊技機内規変更）、2015年11月以降にホールに設置する機種においては大当たり確率の下限が320分の1に引き上げられた。また併せて、2016年5月以降にホールに設置する機種においては、確変継続率の上限が65％（非高射幸性機は除く）に定められた。その後2019年2月の日工組内規にて確変突入・継続率の上限が削除され、2022年現在、確変の突入・継続率に対する直接の制限はなくなっている。
確変突入後の高確率時の大当たり確率は、規則により最大で低確率時の10倍までの上昇が認められている。大当たり確率は10 - 50分の1程度に設定されている機種が多いが、STを採用している機種では100分の1を超えるものもある。なお、小当たりの確変に関しては、規則でも特に上限が設けられていない。
確変に当選した大当たりは確変大当たりといい、当選しなかった大当たりは通常大当たりという。トータル大当たりのうち、何%を確変大当たりが占めるのかを表した数値を確変割合という。日工組内規により、パチンコ台の四隅のいずれか（右上か右下が多い）に、低確率時の大当たり確率やその確変割合、リミット（後述）などが記載されている。
確変に当選したか否かは、大当たり時に揃った図柄によって画面（液晶画面等）で判別できるのが一般的で、揃えば確変確定となる図柄は確変図柄と呼ばれる。それ以外の図柄は通常図柄と呼ばれていたが、現在は大当たりラウンド中などの演出によって確変を告知する事により、揃っても通常大当たりが確定する訳ではないという意味合いから、チャンス図柄という呼称が用いられている。このうち、確変図柄は図柄や数字が赤色や金色で表示されている場合が多い。ただし、三洋の『海物語シリーズ』のように色分けされていない機種も存在する。
- ほとんどの機種は「7」が最上位（確変や最高ラウンドが確定する図柄）で、次いで「3」、その他の奇数（特に「5」）、偶数という序列で構成されている。逆に「4」は偶数の中でも格下に設定されることがある[注釈 2]。
  - 近年の機種では「7」でリーチがかかると激アツ（大当たりする確率が非常に高い）、もしくは大当たり濃厚としているものが多い。この流れを作ったのは『ぱちんこCR北斗の拳』シリーズからとされている[1]。
- 現在の機種ではほぼ見かけないが、「10」「11」「12」などといった2桁の数字や、数字以外の文字[注釈 3]、絵柄が揃うと確変という機種、「7」を通常図柄[注釈 4]やチャンス図柄[注釈 5]とした機種、「通常時から上位のモードへ直行する可能性がある」が通常時に「7」が揃っても直接上位のモードへ移行するとは限らない機種[注釈 6]も存在する。
- 機種によっては通常図柄やチャンス図柄揃い後、図柄を変化させる演出が発生する場合がある。これを再抽選演出という。ただこれはあくまでも演出であり、実際に"再"抽選が行われている訳ではない（こちらも参照）。現在は図柄だけでは判断できず、実際には確変大当たりなのだが一旦はチャンス図柄で当選させておいて大当たりラウンド中の演出によって確変を告知する機種が多い。また、高確率状態である事を告知しない機種も存在する（後述）。

確変を用いて連荘させるこのシステムは、現在流通しているほとんどの機種に採用されているが、この確変が有名になったのは西陣の『CR花満開』、平和の『CR黄門ちゃま2』、大一商会の『CRバトルヒーローV』からである。

## 確変の種類

### 一般的なループ式確変
ループ式確変は、一般的に高確率状態が次のようになる。
- 画面に「高確率」や「確変中」と表示されたり、背景色が変化する、確変中は演出が専用のものに変化する、など高確率状態であることが遊技者に告知される。
- ただ、現在の機種では液晶画面の大型化に加え、大当たり時の出玉消化を早める目的もありアタッカーは右下あたりに設けられており、また確変時に開放される電チューも右端（主に右下あたり）に設置されているため、画面には右打ちするよう「右打ち」などと表示させることで敢えて「確変中」と表示させることは少なくなっている。逆に通常時はいわゆる『左打ち』のため、右打ちでない場合は（潜伏確変による高確率状態を除いて）確変状態ではないことが分かる（通常時に右打ちすると、画面に「左打ち（して下さい）」と表示され、さらに現在の機種では音声で「左打ちして下さい」と警告される）。
- 強力なデジタル短縮機能と普通電動役物の開放による始動口への入賞サポート（以下、「電チューサポート」と呼ぶ）が行われ、持ち玉を概ね減らさずに効率よく消化出来るようになる。時短と同じような状態。
- 上記の状態が、大当たりするまで継続する。その大当たりが確変大当たりだった場合は大当たり消化後に再度確変が行われ、高確率状態に突入する。

現在のループ式確変は、高確率状態が次回の大当たりまで継続（1回ループ）するが、以前は1回目の大当たり（確変・通常は問わない）を挟んで2回目の大当たりまで継続（2回ループ）する機種もあった。2回ループの場合、高確率時に確変大当たりを引くと、そこからさらに2回目の大当たりまでの高確率状態の継続が上乗せされた。「解説」で最後に述べた3機種はいずれも2回ループである。

### ワンセット式確変
大当たりの連荘回数が固定されている機種。1996年の日工組内規改正以前に登場した現金機の権利物を中心に採用され、確変割合100%の2回ワンセットや3回ワンセットが主流だった。また、時短が登場する前の現金機のデジパチにも、小当たりの確変としてワンセット式が採用された。京楽の『フルーツパラダイス2』は、15図柄中「7」で当たると5回ワンセットの確変（=6回の大当たりが保証される）となっており、「一撃15,000発」というキャッチコピーで人気を呼んだ。ただし、大当たり確率はそのままなので残り5回分の大当たりを消化するのに時間がかかるという欠点もあった。ループ式ではないので、高確率時に確変大当たりを引いても高確率状態の継続が上乗せされることはない。

### 突然確変（突確）
突確は、出玉がほとんど得られない大当たりを経由して高確率状態に突入するシステムで、低確率状態からいきなり高確率状態に突入するように見せかける演出であるのが特徴。確変は規則上必ず大当たりを経由して突入すると定められているため、実際には特別電動役物（アタッカー）が短時間に2回以上開放し、高確率状態に移行する。そのため、出玉が実質0個でもシステム上は「大当たり1回」とカウントされ、パチンコホールの台上データカウンターの大当たり回数が増えるようになっている。前述の通り、確変は規則上「大当たり終了後に行われる」と定められているので、あたかも大当たりを経由せずに高確率状態に移行するような解釈をされるおそれのある「突然確変」や「突確」という表現は、機種における表示では自粛されている。
このシステムが初めて搭載された機種は、平和の『CR木枯し紋次郎EJ』だが、当時の内規では確変割合の上限が50%とされていたため、却って出玉の得られる確変大当たりの割合が減ってしまったことから人気は得られなかった。その後2004年の規則改正により確変割合の上限が撤廃されたことを受けて、当時の新基準機第3号として発売されたビスティの『CR新世紀エヴァンゲリオン』ではSF、SNタイプに確変割合を高めるため「暴走モード」と呼ばれる突確を付けたところ、この機能が大反響を呼んだため、その後の多くの機種で採用される事となった。この突確を搭載した機種では、大当たり確率にこの「出玉ほぼ0個当たり」を含んでおり、トータル出玉数を勘案すると、非搭載機種と比較してあまり確率が高くなっているとは言い切れない。
また、突確から派生した突然時短（突時）、突然通常（突通）というものも存在する。また、突確と紛らわしい小当たり（普通電動役物の開放のことではない）を併用していることもあり、小当たりでは確率の状態は変化しない（突入しないし、転落しない。高確率時に発生した小当たり後も状態は高確率状態のままである）。このようなシステムを採用（応用）したのが、『CRぱちんこウルトラセブン』、『CRぱちんこウルトラマン』、『CRぱちんこジョーズ』、『CRぱちんこ仮面ライダー ショッカー全滅大作戦』、『CRぱちんこ黒ひげ危機一発2』（以上、京楽）、『CRプロゴルファー猿』（大一）、『CR花の慶次』（ニューギン）、『CRバットマン ビギンズ』（平和）…等を代表とする機種で、液晶演出上、主人公が敵と戦うことからバトルシステムと呼ばれる仕組みである。低確率時で確変（突確含む）大当たりに当選した場合、大当たり終了後から高確率状態に突入し、通常大当たり（主に突時、突通）まで高確率状態は終了しないというものである。
なお、規則改正により2015年11月以降ホールに設置された機種では『初回の大当たり獲得遊技球数の下限値は、最大獲得球数の3分の1以上かつ600個以上』（大当たり確率が320分の1以下の機種の場合。機種が採用する大当たり確率により下限値は異なる）とする内規が適用されているため、突然確変の搭載は暗に禁止としているが、実際には『突然確変に当選しても、次の大当たり以降で必ず出玉が得られれば良い』という解釈から、実際に突然確変を搭載している機種は規則改正後でも供給されている。この内規は、何回も大当たりするものの、突然確変または突然時短ばかりで結局は出玉が得られないまま確変が終了してしまうことがないようにするための配慮である。

### 潜伏確変（潜確、隠れ確変）
機種によっては、確変に当選しても報知されないものがある。そういった確変は潜伏確変又は隠れ確変、確変非報知型等と呼ばれる。確変大当たりなのかそうでない（通常大当たりまたはフェイク）のかは、画面を見ただけではわからず、またパチンコホールの台上データカウンターの大当たり回数も増えないため、簡単に判別が出来ないようになっている。なお、日工組内規により、電源投入直後は必ず確率の状態を告知しなければならないため、電源投入直後は潜確搭載の機種であっても高確率かどうかが告知されるようになっている。ちなみに、高確率状態はRAMクリアを実行することで解除が可能である（逆・・・つまり、強制的に高確率状態とすることは不可能）。
一般的に、「●●モード突入」や「●●ゾーン突入」などといった表現で通常時とは違う演出をさせることにより、高確率状態への期待感を煽っている。ただ、潜確では確変に当選しても電チューサポートは行われず、確変に当選していたとは気付きにくい。確変に当選していない場合はいわゆる『ガセ演出』である（それでも特別電動役物が開放されるので「フェイク」や「小当たり」、「中当たり」とも呼ばれる）。確変に当選した場合は内部的には高確率状態が続くため、このタイプの機種では、特に「●●モード」などの演出中は「当たらないから」と言ってすぐに遊技をやめることは厳禁である。例として、京楽の『CRぱちんこ冬のソナタ2』のミニョンモードが挙げられる。
多くの台では、セグ・ランプ群のラウンドランプの点灯を確認（フェイクの場合は点灯しないため）すれば確変に当選したかどうかを判別できるが、バトルタイプの機種では突然確変大当たりとともに突然通常大当たりも存在するため、ラウンドランプだけでは確変に当選したかどうかを判別するのは不可能である。その場合は、台の隅にある特別図柄表示装置に表示される特別図柄のパターンなどで確認する必要がある。
バトルタイプ以外の台では上記のラウンド当選ランプを確認すればよいため、比較的判別は容易であったが、一時期京楽が取り入れていた「進化系ぱちんこ」シリーズでは、出玉あり、出玉なし大当たりに関わらず全ての大当たりラウンド数を統一、なおかつフェイク時はその大当たりラウンド数と同じ回数特別電動役物を開放することにより、特別電動役物の開放回数やラウンドランプでの判別が不可能であった（ただ、結局は不評のためこの「進化系ぱちんこ」は1年ほどで取りやめている）。また、現在の機種では特別図柄の表示を複雑化することによりプレーヤー側の確変判別を難しくさせた一方で、画面演出を充実させ期待感を続かせる演出を増加させている。
一部の店では判別をさせないように特別図柄表示装置の上に広告などを被せて隠してしまう行為も行われているが、画面の一部を隠す行為自体は違法である。
突然確変と同様、新内規では具体的に搭載の禁止が明文化されているものではないが、潜伏確変中に突然通常に当選したりスペシャル・タイム（ST、後述）に突入して大当たりを引けず終了し出玉ナシ、といった流れは出玉が得られないことから禁止されている。

### スペシャル・タイム（ST）
一定回数スタート入賞して大当たりにならないと低確率状態へ移行する機能。「回数切り確変」とも言われる。純正のST機として最初の機種は、2000年に登場した京楽の『CRジャングルパークXLTD』であった。「低確率310分の1前後、高確率50分の1以下、確変割合50%、次回まで継続、リミットなし、時短なし」のスペックが主流だった当時は、ST搭載の機種は大当たり確率こそ低確率が250分の1前後と高かったが、50%の確変割合の中で確変大当たりを引いても連荘する保障がなく、しかも高確率が50分の1を超える場合は電チューサポートを設定できなかったため評判は思わしくなく、結局浸透することはなかった。ただし、10000回転という、事実上次回大当たりまで継続するSTは過去にあり、10000回転のST搭載の機種は、SANKYOや三洋、大一など、多くのメーカーの機種に採用された。これも含めると、STを搭載した最初の機種は竹屋の『CRモンスターハウス』である。
STが本格的に浸透し始めたのは、スペックの多様化が加速した2004年の規則改正以降であり、サミーの『CRマーメイドザブーン』を皮切りに、大当たり確率（低確率）100分の1前後の、いわゆる「遊パチ」と呼ばれる機種で多く採用されるようになった。ST終了後はそのまま時短に突入し、引き戻しによる連荘の期待をさせるものも多い。後に、初当たり確率が400分の1に近い、いわゆる「MAX機」と呼ばれる機種でもSTが多く採用されるようになった。このような機種では高確率状態が次回の大当たりまで保証されない代わりにST継続率が80% - 90%前後と従来のループ式確変機よりも大当たり継続率が大幅に高く設定され、射幸性が高くなっている。
ST回数は上限を100回転までとしたものが多かったが、近年は『CR牙狼』シリーズなどで確変時の大当たり確率を150分の1などと従来よりも大幅に下げる代わりにST回数を100回転を超える設定としている機種も登場している。
従来のST機は高確率状態が次回の大当たりまで保証されない代わりに確変割合を100%としているものが多かったが、2016年以降はST継続率が65%までに規制されたため、主に大当たり確率が320分の1に近い「新MAX機」においてST中の大当たりにも通常大当たりの振り分けがある機種も多くなった。
なお、このSTを搭載している機種に限り、いわゆる『大ハマリ』を救済する目的で「遊タイム」の機能を搭載することが認められている。「遊タイム」に突入すると、その一定回転数の間に限り時短機能が作動するようになっている。詳細はこちらを参照。

### 時短的確変
旧規則下の日工組内規における現金機では、時短1回あたりの上限が設けられていなかった（次回大当たりまでの時短も可能であった）が、2004年の規則改正に合わせ、CR機だけでなく現金機までも、時短1回あたりの上限が100回転へと日工組内規が変更された。しかし、「CR機では大当たり確率を2種類まで設定できる」、「高確率時の電チューサポートは、確変割合が100%でない限り、回数の上限はない」ということを逆手に取り、大当たり確率の高確率を同低確率とほとんど変わらない高さにすることで、CR機の確変機能による100回転を超える"時短"という、旧規則の現金機のようなスペックが実現された。この時短的確変は一般では時短とされているが、大当たり確率が多少なりとも上がっているので、実際はれっきとした確変である。
この時短的確変を搭載した機種には、SANKYOの『CRフィーバースーパースタジアムTR』、豊丸の『CRやすしきよし333』及び『CRやすしきよし555』、Sansei R&Dの『CRオークス』がある。

### 転落抽選
高確変状態を、一般的なループ式による通常大当たりの当選によるものではなく、『転落抽選』と呼ばれる抽選に当選した時点で終了させるもの。初めて搭載された機種は2004年の「CRウッディー・ウッドペッカーDD」（マルホン工業）だが、突然確変や潜伏確変、STが主流となったためこの転落抽選を採用した機種は非常に少ない。ただ、近年では2015年10月に登場した「CR JAWS〜It's a SHARK PANIC〜」（平和）で久々に搭載され、この機種では500.3分の1の当選確率による転落抽選に当選するとその時点で確変状態が終了するようになっている。

## 確変の歴史
確変の歴史は、日工組内規改正の歴史といっても過言ではない。ここでは確変の歴史を当時の状況に即した時期に分けて記載する。

### 黎明期（1991年 - 1992年）
1990年の規則改正（新要件）に合わせて日工組内規も改正され、確変システムが認められるようになった。実際に確変を搭載した機種が登場するのは翌1991年で、第一号機はSANKYOのデジパチ『フィーバーチャレンジII』、日工組内規に沿った小当たりのみの確変であった。なお、権利物は大当たりの確変が認められていたので、そちらを搭載した平和の3回権利物『エポック』が登場、史上初の日工組内規に沿った大当たり確変搭載機となった。

### 発展期（1992年 - 1994年）
この時期は、機種特有の連荘システムを搭載した現金機のデジパチが隆盛を極めていた。特に、SANKYOの『フィーバークイーンII』に代表される保留玉連荘機や、平和の『綱取物語』に代表されるモード移行式連荘機が主流であり、爆発力の低いスペックしか搭載していなかった確変機はその影に隠れるような状態となっていた。しかし、1993年にダービー物語事件が発生した影響により、現金機のデジパチによる保留玉連荘やモード移行式連荘などが自粛された。その受け皿的存在になったのが同年に登場した西陣の『CR花満開』である。当時としては異例の過激な連荘性を誇りながらも適合機として存在できたので、大当たりの確変を有するCR機が普及するきっかけの一つとなった。現金機のデジパチの連荘自粛と爆裂確変CR機の登場により、デジパチにおける大当たりの確変はCR機の特権となった。

### 最盛期（1994年 - 1997年）
「デジパチにおける大当たりの確変はCR機のみ」となった事により、CR機のデジパチは平和の『CR黄門ちゃま2』をはじめとした「確変割合3分の1、2回ループ」というスペックが主流となり、多くの打ち手に受け入れられた。一方でその高いギャンブル性により、後期にはパチンコ依存症が社会的な問題としてメディアに取り上げられるようになった。その影響の一つとして1996年に「社会的不適合機種」が選定され、同年後半より自主撤去されることになった。
現金機のデジパチにおいては、時短機能を搭載した機種が増え始めた。
権利物においては、現金機はニューギンの『ミルキーバー』に代表される3回ワンセットのスペック、CR機は三洋の『CRギンギラパラダイス』に代表される1回ループのスペックがそれぞれ主流であった。

### 低迷期（1997年 - 1998年）
パチンコ依存症のあおりを受け、1996年に日工組内規の改正が行なわれた。この改正では2回ループが禁止され、最大80ラウンド（16ラウンド×5回）までのリミットが義務付けられた。また1996年に決定された社会的不適合機種に該当する多くのデジパチ現金連荘機や『CR花満開』が自主撤去されたり、確変の抑制による、ギャンブル性が極端に低下した機種等の要因によりパチンコ人気も急速に低下し、発表される機種の数もピーク時の3分の1にまで落ち込んでいった。このため、パチンコ店におけるパチスロの割合が急激に上昇した。

### 再生期（1999年 - 2004年）
1999年の日工組内規の改正により、実質リミットが撤廃され、多様なスペックが認められるようになった。STや突確、大当たりの確変割合100%の機種が登場したのもこの時期である。しかし、SANKYOが満を持して世に送り出したはずだった『CRスーパーコンビSP』の評判倒れ（スーパーコンビショック）が原因で、変わったスペックの機種をリリースしづらくなり、「確変割合50%、1回ループ」というスペックの画一化に留まることになった。その結果、演出構成が最もシンプルな機種の一つである、『CR海物語3』や『CR新海物語M56』を中心とした三洋の『海物語シリーズ』がホールを埋め尽くす状況となった。
なお、現在と同じく大当たり確率の高確率は同低確率の10倍まで設定することができたが、高確率状態で電チューサポートを得る場合、高確率の上限は50分の1に規制された。この時期の低確率の下限は320分の1（賞球が「5&15」「5&14」の場合。それ以外は360分の1。2002年の日工組内規の改正まで）ないし360分の1（2002年の日工組内規の改正以降）だったため、ループ式確変では「高確率が低確率の10倍の機種」を造ることが実質不可能であった。一方、ST搭載の機種では、高確率時の電チューサポートを設定しない代わりに、保留玉連荘機風に高確率状態を概ね7回転以内にとどめることで、持ち玉の減少を抑えるとともに高確率10倍が実現された。

### 繁栄期（2004年 -現在）
2004年の規則改正で、初めて確変が規則に盛り込まれた。日工組内規も改正されたが、基本的に以前の日工組内規を踏襲しつつも、スペックの自由度はさらに高まり、確変を上手く利用したユニークな機種が多く登場するようになった。電チューサポートに対する高確率上限50分の1ルールが撤廃され、ループ式確変の連荘スピードがそれまでより上がった。
それ以降も、内規は細かく改正されてきた一方で確変については変更なく至ったものの、2015年4月、同年11月よりホールに設置する機種においては潜伏確変の禁止、低確率の下限が320分の1まで引き上げられるなど射幸性を抑制するための新たな規制が設けられた。また、同年9月17日、2016年5月以降にホールに設置する機種においては確変継続率の上限を65%（非高射幸性機は除く）とする規制が新たに決められた。

## 確変にまつわる第一号機の一覧
| 内容                             | 機種名                         | メーカー | 登場年 |
| -------------------------------- | ------------------------------ | -------- | ------ |
| 小当たりの確変第一号             | フィーバーチャレンジII         | SANKYO   | 1991年 |
| 大当たりの確変第一号             | エポック                       | 平和     | 1991年 |
| 小当たりの確変割合100%第一号     | ドリームEX                     | 奥村     | 1991年 |
| 大当たりの確変割合100%第一号     | エポック                       | 平和     | 1991年 |
| 確変を搭載したCR機第一号         | CRフラワーショップ             | 京楽     | 1992年 |
| 2回ループ第一号                  | フィーバーアタックGP           | SANKYO   | 1992年 |
| リミットを搭載したデジパチ第一号 | CRフィーバーマッスルGP         | SANKYO   | 1995年 |
| 潜伏確変を搭載した機種第一号     | CRデラマイッタ（初代）         | 豊丸     | 1998年 |
| STを搭載した機種第一号           | CRモンスターハウス             | 竹屋     | 1996年 |
| 純正のSTを搭載した機種第一号     | CRジャングルパークXLTD         | 京楽     | 2000年 |
| 時短的確変第一号                 | CRスーパーコンビSP             | SANKYO   | 2000年 |
| 突然確変を搭載した機種第一号     | CR木枯し紋次郎EJ               | 平和     | 2004年 |
| 転落抽選を搭載した機種第一号     | CRウッディー・ウッドペッカーDD | マルホン | 2004年 |